# الشراقي (أرحب)

تعديل مصدري - تعديل

الشراقي هي إحدى قرى عزلة الزبيرات بمديرية أرحب التابعة لمحافظة صنعاء، بلغ تعداد سكانها 37 نسمة حسب تعداد اليمن لعام 2004.